# Konstitutionelle Partei
Die Konstitutionelle Partei (憲政党, Kenseitō, englisch Constitutional Party) war eine japanisch nationalistische politische Partei im Japanischen Kaiserreich.

## Geschichte
Die Konstitutionelle Partei wurde im Juni 1898 als Zusammenschluss der Fortschrittspartei unter der Leitung von Ōkuma Shigenobu und der Liberalen Partei (Jiyūtō) unter der Leitung von Itagaki Taisuke mit Ōkuma als Parteivorsitzender gegründet. Die Fusion brachte der neuen Partei eine überwältigende Mehrheit im Repräsentantenhaus des japanischen Parlamentes ein. Bei den Wahlen 1898 hatten die beiden Parteien 208 Sitze gewonnen. Nach dem Zusammenbruch der Itō-Regierung wurde Ōkuma Premierminister von Japan, trotz der Bedenken von Yamagata Aritomo und anderen Mitgliedern der Meiji-Oligarchie und Genrō, dass dies zu einer Verwässerung ihrer Autorität führen würde. Eine der ersten Handlungen von Ōkuma als Premierminister war es, die dringend benötigte Gesetzgebung zur Steuersenkung zu verabschieden und die Zahl der Bürokraten auf der Gehaltsliste der Regierung zu reduzieren. Allerdings konnte er die Ausgaben für das militärische Expansionsprogramm nach dem Ersten Japanisch-Chinesischen Krieg, das er von der Itō-Regierung geerbt hatte, nicht einschränken.
Bei den Parlamentswahlen im September 1898 gewann die Konstitutionelle Partei 260 von 300 Parlamentssitzen. Trotzdem brach die Partei brach bald darauf zusammen. Mitglieder der ehemaligen Jiyūtō waren der Meinung, dass Ōkuma die Kabinettssitze nicht in einem angemessenen Verhältnis zu ihrer Partei verteilt hat und schlossen sich mit Yamagata Aritomo und anderen konservativen Abgeordneten im Parlament zusammen, um Bildungsminister Ozaki Yukio für eine Rede zu kritisieren, die ihrer Meinung nach den Republikanismus fördere. Nach Ozakis Rücktritt attackierte die ehemalige Jiyūtō Fraktion weiterhin die Regierung, bis das Kabinett von Ōkuma zerfiel.
Die ehemalige Jiyūtō Fraktion reorganisierte sich im November 1898 in die Neue Konstitutionelle Partei mit Itagaki als Präsident, während die ehemaligen Mitglieder von Shimpotō hingegen die Kensei Hontō gründeten. Die reformierte Partei verbündete sich mit der neuen Regierung unter Yamagata und drängte auf eine Grundsteuerreform und die Ausweitung des Wahlrechts. 1900 trat die Neue Konstitutionelle Partei der von Itō Hirobumi geführten Rikken Seiyūkai bei.